# Ilha Alexandre I
Ilha Alexandre I é a maior ilha da Antártida, com uma área de 49 070 km², o que a torna na 28.ª maior ilha do mundo em área. Situa-se no mar de Bellingshausen, a oeste da base da Península Antártica, da qual é separada pela baía Margarida e pelo canal Jorge VI. A ilha encontra-se próximo à costa da Antártida e está ligada a ela por uma plataforma de gelo. A ilha possui 390 km de comprimento na direção norte-sul, 80 km de largura ao norte e 240 km de largura no sul, o que a torna a maior das Antilhas do Sul. A ilha possui costas extremamente abruptas. Ao longo do canal Jorge VI estende-se a cordilheira Douglas, que alcança 2987 m no seu ponto mais elevado. o monte Stephenson.
A ilha foi descoberta em 28 de janeiro de 1827 por uma expedição russa de Fabian Gottlieb von Bellingshausen, que deu o nome de Terra de Alexandre I pelo reinado do czar Alexandre I da Rússia mas acredita-se ser parte do continente antártico até 1940. Sua natureza insular foi provada em Dezembro de 1940, por uma expedição de trenós comandada por Finn Ronne do Serviço Antártico dos Estados Unidos (USAS). Na década de 50, uma base britânica administrada como uma parte do Território Antártico Britânico foi construída como uma Estação de Pesquisa Avançada Antártica Britânica (conhecida por Fossil Bluff)
A ilha atualmente é utilizada como um centro meteorológico e base de reabastecimento. É reivindicada pelo Reino Unido, pelo qual representa a maior ilha fora do território britânico europeu (parte do Território Britânico Antártico) enquanto para o Chile e Argentina é parte da Província Antártica Chilena e Província Terra do Fogo, respetivamente.